# Rimington
Rimington is een civil parish in het bestuurlijke gebied Ribble Valley, in het Engelse graafschap Lancashire met 480 inwoners.